# 瀬川設男
瀬川 設男（せがわ せつお、1968年6月16日 - ）は、日本の元プロボクサー。岩手県下閉伊郡山田町出身。1988年ソウルオリンピックフライ級日本代表。第55代日本バンタム級。第25代日本スーパーバンタム級王者。ヨネクラボクシングジム所属。岩手県立宮古水産高等学校、拓殖大学卒業。プロデビュー後1998年までのリングネームは川益 設男（かわます - ）。兄の正義はロサンゼルスオリンピックのボクシング日本代表。
世界を狙える器と言われ続けたが、リング禍による対戦相手の死亡や交通事故に阻まれ最後まで世界戦を行うことができなかった。

## 来歴

### アマチュア時代
大学時代の1988年ソウルオリンピックや1989年世界選手権にフライ級代表として出場し、2戦目で敗れた。同年、国体フライ級成年の部で優勝。また1988年・1989年には全日本選手権フライ級を連覇した。大学卒業後は山形県体育協会所属選手として競技を続け、1992年の国体にはフェザー級で優勝を果たした。

### プロ時代

#### バンタム級
1993年10月15日、アマチュアエリートとして6回戦からデビュー、判定勝利を収めた。
1995年2月28日、日本バンタム級王者のグレート金山と対戦し、ダウンを繰り返すもスリップとして取られる疑惑のレフェリングの末、判定勝ちを収め王座を獲得した。その後、金山の支持者を中心として再戦の署名活動が行われ、金山はジムを移籍し再戦が行われた。
1995年9月5日、防衛2戦目を金山と行い、試合内容で圧倒。判定勝利で防衛に成功したが、金山は脳挫傷のため4日後に死去し、日本タイトルマッチ初の死亡事故となった。
1996年12月、自宅近くで交通事故に巻き込まれ大怪我を負い、小池英樹・新田渉世ら強豪を退けて5度防衛した王座を6日に返上することとなった。年明けには、OPBF東洋太平洋バンタム級王者ジェス・マーカに挑戦する予定であった。
1998年6月3日、怪我の後遺症でスパーリングも難しく引退もささやかれたが戦い続けることが金山に報いることと復帰。3RTKO勝利を収めた。
1998年6月21日、リングネームを川益設男から本名の「瀬川設男」に変更。
1998年8月25日、OPBF東洋太平洋バンタム級王者ジェス・マーカへの挑戦が2年越しで実現。判定負けで戴冠ならず。その後仲里繁らを下し4戦3勝となった。

#### スーパーバンタム級
2000年7月15日、日本スーパーバンタム級王者の福島学と対戦し、判定勝ちを収め日本2階級制覇を達成した。
2001年1月30日、防衛2戦目で渡辺純一に判定負けとなり失冠。
2002年4月8日、元WBA世界ライトフライ級王者山口圭司を3RTKOで下した。山口はこの試合を最後に引退。結果的に元世界王者に引導を渡す形となった。
2004年3月6日、日本スーパーバンタム級王者中島吉謙に挑戦。当初挑戦予定だった石井広三が椎間板ヘルニアのため急遽出場となった経緯があり、判定負けとなった。
2004年7月19日、階級を下げ日本バンタム級王者のサーシャ・バクティンと対戦し、判定負けを喫した。
2004年12月8日、名護明彦に10R判定で敗れ3連敗となり、現役を引退した。

## 戦績
- アマチュアボクシング：141戦125勝16敗
- プロボクシング：27戦21勝（12KO）6敗

## 獲得タイトル
アマチュア
- 第43回国体成年の部フライ級優勝
- 第58回全日本選手権フライ級優勝
- 第59回全日本選手権フライ級優勝
- 第47回国体成年の部フェザー級優勝

プロ
- 第55代日本バンタム級王座（防衛5）
- 第25代日本スーパーバンタム級王座（防衛1）